# А1 Гран-при
Кубок наций по автогонкам «А1 Гран-при» (A1GP) — бывшая международная серия по кольцевым автогонкам, участие в которой принимали команды от различных стран мира.
Употребляются и другие названия гоночной серии: Формула-А1, Кубок мира по автоспорту, Гоночная серия А1.

## Общие сведения

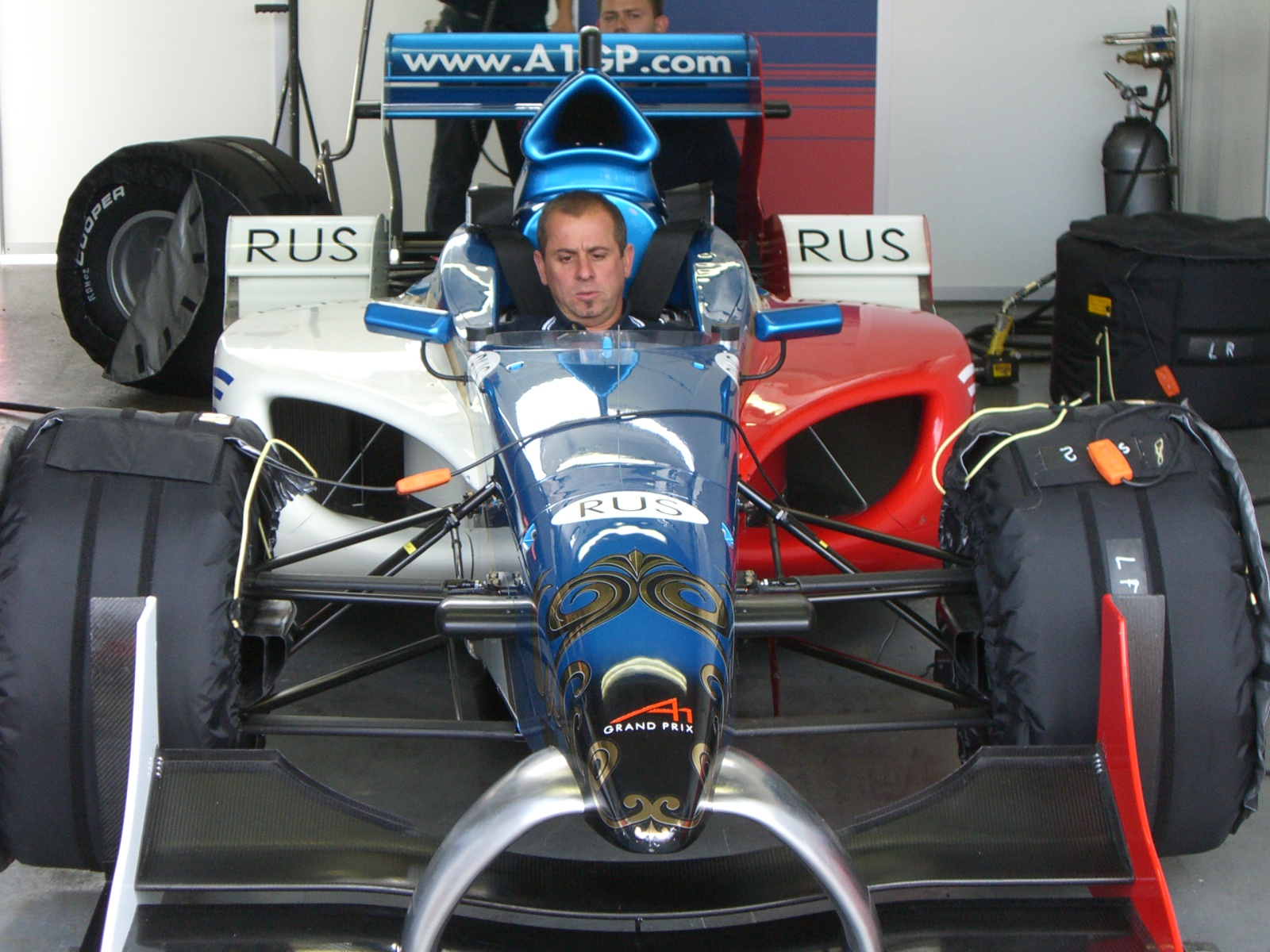
2005 год. Машина сборной России

Гоночная серия была основана шейхом Мактум Хашер Мактум Аль Мактумом и утверждена Международной федерацией автоспорта. Первый Гран-при серии А1 прошёл на трассе «Брэндс Хэтч» в Великобритании 25 сентября 2005 года.
- «А1 Гран-при» — это чемпионат стран, наций, но не команд или пилотов.

- Управляющий команды обязательно должен быть гражданином страны-участницы. Все пилоты команды также должны иметь гоночную лицензию той страны, за которую они выступают. На механиков эти ограничения не распространяются.
- Все гонщики используют одинаковые машины, одинаковые шины и т. д. Вместе с тем существуют и отличия между командами — это настройки автомобиля, количество топлива в баках, обслуживающий и административный персонал, гонщики.
- Гран-при состоит из свободных заездов, квалификации, короткой гонки и главной гонки и проводится с пятницы по воскресенье.
- Короткая гонка длится около 30 минут, старт даётся с хода.
- Главная гонка длится около 60 минут, старт даётся с места. В главной гонке команда должна совершить обязательный пит-стоп с заменой резины. Дозаправка запрещена.
- Как за короткую, так и за главную гонку первые 10 команд получают от 10 очков (за первое место) до одного (за десятое). Дополнительно 1 очко даётся за лучший круг по результатам обеих гонок. Эти очки добавляются к счёту команды в борьбе за Кубок мира.

## Спортивный регламент

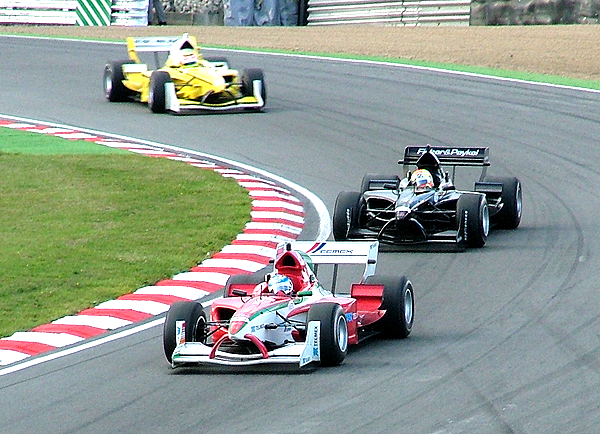
Команды Мексики, Новой Зеландии и Малайзии соревнуются на первом Гран-при серии

### Общие положения
Гран-при А1 продолжается в течение трёх дней: с пятницы по воскресенье. 

Гран-при состоит из свободных заездов, квалификации и двух гонок: короткой и главной
От каждой страны в гонке А1 может выступать один пилот за рулём одного автомобиля.
В свободных заездах могут принимать участие до трёх гонщиков от одной команды, но на трассе может находиться в каждый момент только один гонщик от команды.

### Свободные заезды
Свободные заезды проводятся в течение трёх сессий, каждая — длиной в 1 час.  Две сессии проходят в пятницу, третья — в субботу, перед квалификацией. 

Свободные заезды играют роль ознакомительных, позволяя пилотам в свободном режиме ознакомиться с трассой и настроить машину.

### Квалификация
На квалификации пилоты пытаются проехать круг как можно быстрее. При этом они напрямую не соревнуются, сравниваются лишь времена прохождения круга каждым пилотом. Результаты квалификации определяют расположение пилотов на стартовой решётке короткой гонки: болиды команд с лучшими квалификационными результатами будут располагаться на старте гонки впереди болидов команд, показавших худшие результаты.
Квалификация проводится в субботу, в течение четырёх 15-минутных сессий. Сессии разделяются 10-минутными перерывами, во время которых можно провести дополнительную настройку автомобиля.

В квалификации имеет право участвовать один пилот от команды, причём в течение свободных заездов он должен проехать на трассе не менее трёх кругов.
В каждой из 15-минутных сессий пилот может проехать три круга: прогревочный, боевой и круг возвращения в боксы. В зачёт идёт время прохождения боевого круга.
По окончании квалификации для каждой команды суммируются два самых быстрых времени прохождения круга, и именно на основании этой суммы определяется квалификационный результат команды.
Например, если команда провела три сессии со временами круга 1:16:10, 1:14:00 и 1:15:30, а в четвёртой сессии не участвовала, — то в этом случае её квалификационное время будет равняться 1:14:00 + 1:15:30 = 2:29:30. 

В случае если команда принимала участие менее чем в двух квалификационных сессиях, то она будет располагаться в конце стартовой решётки.
Хотя результат квалификации однозначно определяет расположение машин команд на старте, среди гонщиков возможна следующая модификация. Допустим, в данной команде в свободных заездах принимали участие два или три пилота (а в квалификации, разумеется, участвовал только один из них), причём пилот, не участвовавший в квалификации, показал на свободных заездах время, уступающее лучшему квалификационному времени данной команды не более 102 % (то есть был так же быстр, как и пилот, прошедший квалификацию). В этом случае до гонки допускаются оба пилота. Какого пилота, в какой гонке выставить, решает руководитель команды.

### Короткая гонка
Короткая гонка  (англ. Sprint race) также называлась быстрой гонкой.
- Короткая гонка имеет протяжённость 50 миль (80 км, количество кругов определяется исходя из длины круга на данном автодроме) или длительность 30 минут в зависимости от того, что произойдёт раньше. В случае если лидер гонки пересечёт финишную прямую, исходя из дистанции, раньше истечения 30 минут, то данный круг становится последним для всех гонщиков. Если же 30 минут истекают раньше, то последним является круг, на котором истекло время.
- Места на старте короткой гонки определяются результатами квалификации.
- Старт в гонке даётся с хода.
- За первые десять мест в короткой гонке команды получают очки: с 10 до 1 соответственно за первое и десятое места.
- Первые три гонщика восходят на пьедестал и получают кубки и медали: золотую — для первого места, серебряную — для второго, бронзовую — для третьего.
- Результаты короткой гонки определяют стартовую решётку главной гонки.

### Главная гонка
Главная гонка (англ. Feature race) также называлась основной или длинной гонкой.
- Главная гонка продолжается в течение 100 миль (160 км) или 1 часа в зависимости от того, что произойдёт раньше.
- Места на старте главной гонке определяются результатами короткой гонки.
- Старт даётся с места. Перед стартом пилоты проезжают прогревочный круг.
- В главной гонке все команды должны провести обязательный пит-стоп для замены шин. Дозаправка запрещена, так как болиды заправляются на полную дистанцию гонки перед её началом. Во время выполнения пит-стопа над машиной может работать не более десяти механиков.
- Очки начисляются так же, как в короткой гонке: их получают первые десять команд, от 15 очков за победу до 1 очка за десятое место.
- Первые три гонщика восходят на пьедестал и получают медали (золотую, серебряную и бронзовую) и кубки.
- Первые 10 гонщиков получают денежные призы общей суммой в 1 000 000 $. Пилот, занявший первое место, получает 300 000 $. При этом если медали и кубки являются собственностью команды, то деньги выплачиваются пилоту, в его личное распоряжение.

### Начисление очков и Кубок мира
За длинную гонку очки начислялись по следующей схеме:
1 место — 15 очков
2 место — 12 очков
3 место — 10 очков
4 место — 8 очков
5 место — 6 очков
6 место — 5 очков
7 место — 4 очка
8 место — 3 очка
9 место — 2 очка
10 место — 1 очко
За короткую гонку:
1 место — 10 очков
2 место — 8 очков
3 место — 6 очков
4 место — 5 очков
5 место — 4 очка
6 место — 3 очка
7 место — 2 очка
8 место — 1 очко
Дополнительно 1 очко даётся той команде, пилот которой показал лучшее время на круге по результатам короткой и главной гонки. То есть берётся лучший круг короткой гонки, лучший круг главной гонки и в качестве лучшего круга Гран-при берётся лучший из этих двух кругов.
Таким образом, за один Гран-при команда может получить максимум 26 очков (две победы и лучший круг).
Очки, набранные командой в Гран-при, складываются с уже имеющимися у неё очками в борьбе за Кубок мира. Страна, набравшая наибольшее число очков в течение сезона, объявляется победителем.

Если две команды набрали одинаковое число очков, то преимущество получает та, у которой больше побед. При равенстве побед преимущество даётся той команде, у которой больше вторых мест и т. д. Случай абсолютного равенства очков не регламентирован.
Как в короткой, так и в главной гонках возможно проведение пит-стопа, если это необходимо, например, вызвано устранимой поломкой или началом дождя. В последнем случае позволяется заменить слики на дождевую резину. По окончании дождя разрешается обратная замена резины.

## Особенности А1
- Наряду с традиционными кубками пилоты, занявшие призовые места, получают медали. Это позволяет провести параллель между Кубком Мира по автоспорту и Олимпиадой и чемпионатами мира по другим видам спорта. Медали отправляются в копилку сборной страны, что также свойственно Олимпийским играм.
- За очки в главной гонке гонщики получают денежные призы.
- После короткой гонки, как и после главной, гонщики восходят на пьедестал. Но если призовые места главной гонки они отмечают традиционным для автоспорта душем из шампанского, то после короткой этого не происходит ввиду скорого начала главной гонки.
- Впервые в автогонках 11 декабря 2005 года для эвакуации выбывших болидов с трассы был использован вертолёт.

## Чемпионы
| Сезон   | Конструктор | Шины | Чемпион   | Вице-чемпион   | Бронзовый призёр |
| ------- | ----------- | ---- | --------- | -------------- | ---------------- |
| 2005-06 | Lola-Zytek  | A    | Франция   | Швейцария      | Великобритания   |
| 2006-07 | Lola-Zytek  | A    | Германия  | Новая Зеландия | Великобритания   |
| 2007-08 | Lola-Zytek  | A    | Швейцария | Новая Зеландия | Великобритания   |
| 2008-09 | Ferrari     | M    | Ирландия  | Швейцария      | Португалия       |

## Сезоны
Чемпионат серии А1 проводился в зимнюю половину года. Во многом это было обусловлено перерывом между сезонами «Формулы-1».
- Сезон 2005—2006 гонок А1
- Сезон 2006—2007 гонок А1